# Christo Lukow

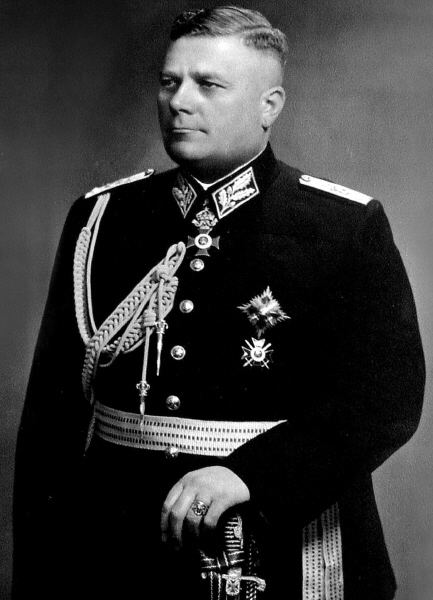
Christo Lukow

Christo Nikolow Lukow (bulgarisch Христо Николов Луков; * 6. Januar 1887 in Warna; † 13. Februar 1943 in Sofia) war ein bulgarischer Kriegsminister und Führer des antikommunistisch, faschistischen Bundes der Bulgarischen Nationalen Legionen (SBNL). Lukow wurde von zwei kommunistischen Partisanen ermordet.
Seit 2003 gedenken Neonazis Lukow in Sofia jährlich mit einem Fackelmarsch.

## Militärische und politische Karriere
1907 absolvierte er die Militärschule. Lukow wurde während des Ersten Weltkriegs zum Major befördert und war Befehlshaber eines Artilleriebataillons. Ab 1933 führte Lukow die Bewegung Bund der Bulgarischen Nationalen Legionen. 1935 wurde er zum Kriegsminister ernannt. Noch vor Beginn des Zweiten Weltkriegs knüpfte er Verbindungen zu Führungspersonen des NS-Staats, mit Hilfe deutscher Unterstützung baute er den SBNL zu einer faschistischen Organisation aus. Er befürwortete eine Beteiligung des faschistischen Bulgariens am Holocaust und am Ostfeldzug.

## Ermordung
Lukow wurde von den kommunistischen Partisanen Iwan Burudschiew und Wioleta Jakowa im Februar 1943 vor seinem Wohnhaus erschossen.

## Gedenkmarsch
Seit 2003 gedenken Neonazis Lukow in Sofia jährlich mit einem Fackelmarsch. Auch Neonazis aus Deutschland und anderen europäischen Ländern beteiligen sich jährlich an dem Marsch. Immer wieder wird dagegen von Menschenrechtsorganisationen protestiert. 2017 und 2018 versuchte die Bürgermeisterin von Sofia den Marsch zu verbieten. Das Verbot wurde jedoch ignoriert und die Polizei sicherte den Aufmarsch. 2019 nahmen etwa 2000 Rechtsextreme an dem Fackelmarsch teil. Auch 2024 wurde der Aufmarsch von Sofias Oberbürgermeister Wassil Tersiew verboten, fand aber dennoch statt. Es gab jedoch auch Gegendemonstrationen.